# Elli Kruithof
Elli Kruithof (vaak ook vermeld onder de achternaam van haar partner, Goovaerts) was een Belgisch beeldend kunstenares die nauw samenwerkte met haar partner Raymond Goovaerts. Kruithof en Goovaerts ontmoeten elkaar op de 'Nationale School voor Architectuur en Stedenbouw’ in Antwerpen waar ze les kregen van onder meer Leon Stynen en Jul De Roover. Ondanks haar achtergrond in de schilderkunst legden ze zich samen voornamelijk toe op het ontwerpen van interieurs, meubels en gebouwen.
Het ontwerp duo was voornamelijk tijdens de jaren 1950 erg actief en dit vooral in en rond Antwerpen.

## Voornaamste ontwerpen
In 1953 verzorgden ze tijdens de expositie van 'Het nieuwe Wonen' (ook wel 'Le Nouvel Habitat') het ontwerp van een van de veertien modelappartementen van de Wooneenheid Kiel van Braem, Maes en Maeremans. Andere van deze modelappartementen waren van de hand van onder meer Willy Van Der Meeren, Tubax, Van Den Berghe - Pauvers en Francine Bulens. Veel van hun meubels werden vervaardigd door het Antwerpse bedrijf Loral en Straatman die onder meer ook verschillende meubels van Stynen hebben geproduceerd. Twee jaar later, in 1955 verzorgden ze tijdens de tweede internationale textieltentoonstelling in Brussel de voorgevel van het ‘Prestige-Paviljoen’.
Een ander belangrijk werk van hun hand is de gehele inrichting van het drijvende restaurant 'La Pérouse' dat zich bevindt op de 'Flandria XVI'. De boot vervoerde passagiers van Vlissingen naar Antwerpen, waar deze aanmeerde aan het Steen. De uitvoering van dit interieur werd gekenmerkt door strakke wanden en zuivere structuurlijnen.